# Primera División de Chile 1954
El Campeonato Nacional de Fútbol de la Primera División de 1954 fue el torneo disputado en la 22.ª temporada de la máxima categoría del fútbol profesional chileno, con la participación de catorce equipos.
El torneo se dividió en dos etapas, cada una de ellas jugadas con un sistema de todos-contra-todos. En la primera etapa, jugada en dos rondas, los primeros ocho equipos clasificarían a la liguilla por el campeonato, mientras que el resto de los equipos jugarían en la liguilla por el descenso. Las liguillas por el campeonato y por el descenso se jugaron en una única ronda, y los resultados de ésta fueron agregados a los de la primera etapa, para dirimir al equipo campeón del torneo y al equipo que descendería.
El equipo campeón del torneo fue Universidad Católica, que logró su segundo torneo. Otro hecho destacado para los cruzados fue la consecución de la máxima goleada en un Clásico Universitario, ganó por 5:0 a Universidad de Chile en la 15.ª fecha.

## Primera etapa
| Pos | Equipo               | PJ | PG | PE | PP | GF | GC | Dif | Pts |
| --- | -------------------- | -- | -- | -- | -- | -- | -- | --- | --- |
| 1   | Universidad Católica | 26 | 16 | 3  | 7  | 54 | 42 | 12  | 35  |
| 2   | Colo-Colo            | 26 | 16 | 2  | 8  | 58 | 37 | 21  | 34  |
| 3   | Santiago Wanderers   | 26 | 12 | 6  | 8  | 57 | 42 | 15  | 30  |
| 4   | Ferrobádminton       | 26 | 11 | 7  | 8  | 64 | 47 | 17  | 29  |
| 5   | Audax Italiano       | 26 | 9  | 11 | 6  | 53 | 45 | 8   | 29  |
| 6   | Palestino            | 26 | 9  | 9  | 8  | 55 | 52 | 3   | 27  |
| 7   | Magallanes           | 26 | 9  | 9  | 8  | 41 | 40 | 1   | 27  |
| 8   | Green Cross          | 26 | 9  | 7  | 10 | 42 | 47 | -5  | 25  |
| 9   | Unión Española       | 26 | 9  | 7  | 10 | 41 | 51 | -10 | 25  |
| 10  | Rangers              | 26 | 7  | 9  | 10 | 42 | 48 | -6  | 23  |
| 11  | Santiago Morning     | 26 | 7  | 7  | 12 | 50 | 59 | -9  | 21  |
| 12  | Everton              | 26 | 8  | 5  | 13 | 36 | 46 | -10 | 21  |
| 13  | Universidad de Chile | 26 | 7  | 7  | 12 | 36 | 56 | -20 | 21  |
| 14  | Iberia               | 26 | 6  | 5  | 15 | 48 | 65 | -17 | 17  |

PJ=Partidos jugados; PG=Partidos ganados; PE=Partidos empatados; PP=Partidos perdidos; GF=Goles a favor; GC=Goles en contra; Dif=Diferencia de gol; Pts=Puntos
|  | Clasifica a la liguilla por el campeonato |

## Liguilla por el campeonato
| Pos | Equipo               | PJ | PG | PE | PP | GF | GC | Dif | Pts |
| --- | -------------------- | -- | -- | -- | -- | -- | -- | --- | --- |
| 1   | Audax Italiano       | 7  | 4  | 3  | 0  | 15 | 8  | 7   | 11  |
| 2   | Ferrobádminton       | 7  | 2  | 5  | 0  | 16 | 13 | 3   | 9   |
| 3   | Colo-Colo            | 7  | 3  | 2  | 2  | 18 | 13 | 5   | 8   |
| 4   | Green Cross          | 7  | 2  | 4  | 1  | 11 | 8  | 3   | 8   |
| 5   | Universidad Católica | 7  | 2  | 4  | 1  | 13 | 13 | 0   | 8   |
| 6   | Santiago Wanderers   | 7  | 2  | 3  | 2  | 10 | 10 | 0   | 7   |
| 7   | Magallanes           | 7  | 1  | 2  | 4  | 12 | 19 | -7  | 4   |
| 8   | Palestino            | 7  | 0  | 1  | 6  | 12 | 23 | -11 | 1   |

PJ=Partidos jugados; PG=Partidos ganados; PE=Partidos empatados; PP=Partidos perdidos; GF=Goles a favor; GC=Goles en contra; Dif=Diferencia de gol; Pts=Puntos

### Tabla agregada
| Pos | Equipo               | PJ | PG | PE | PP | GF | GC | Dif | Pts |
| --- | -------------------- | -- | -- | -- | -- | -- | -- | --- | --- |
| 1   | Universidad Católica | 33 | 18 | 7  | 8  | 67 | 55 | 12  | 43  |
| 2   | Colo-Colo            | 33 | 19 | 4  | 10 | 76 | 50 | 26  | 42  |
| 3   | Audax Italiano       | 33 | 13 | 14 | 6  | 68 | 53 | 15  | 40  |
| 4   | Ferrobádminton       | 33 | 13 | 12 | 8  | 80 | 60 | 20  | 38  |
| 5   | Santiago Wanderers   | 33 | 14 | 9  | 10 | 67 | 52 | 15  | 37  |
| 6   | Green Cross          | 33 | 11 | 11 | 11 | 53 | 55 | -2  | 33  |
| 7   | Magallanes           | 33 | 10 | 11 | 12 | 53 | 59 | -6  | 31  |
| 8   | Palestino            | 33 | 9  | 10 | 14 | 67 | 75 | -8  | 28  |

PJ=Partidos jugados; PG=Partidos ganados; PE=Partidos empatados; PP=Partidos perdidos; GF=Goles a favor; GC=Goles en contra; Dif=Diferencia de gol; Pts=Puntos
|  | Campeón |

## Campeón
| Chile                          |
| Universidad Católica 2º Título |

## Liguilla por el descenso
| Pos | Equipo               | PJ | PG | PE | PP | GF | GC | Dif | Pts |
| --- | -------------------- | -- | -- | -- | -- | -- | -- | --- | --- |
| 1   | Santiago Morning     | 5  | 5  | 0  | 0  | 17 | 5  | 12  | 10  |
| 2   | Universidad de Chile | 5  | 3  | 1  | 1  | 12 | 8  | 4   | 7   |
| 3   | Rangers              | 5  | 2  | 1  | 2  | 13 | 10 | 3   | 5   |
| 4   | Unión Española       | 5  | 1  | 1  | 3  | 8  | 13 | -5  | 3   |
| 5   | Iberia               | 5  | 1  | 1  | 3  | 6  | 16 | -10 | 3   |
| 6   | Everton              | 5  | 1  | 0  | 4  | 9  | 13 | -4  | 2   |

PJ=Partidos jugados; PG=Partidos ganados; PE=Partidos empatados; PP=Partidos perdidos; GF=Goles a favor; GC=Goles en contra; Dif=Diferencia de gol; Pts=Puntos

### Tabla agregada
| Pos | Equipo               | PJ | PG | PE | PP | GF | GC | Dif | Pts |
| --- | -------------------- | -- | -- | -- | -- | -- | -- | --- | --- |
| 9   | Santiago Morning     | 31 | 12 | 7  | 12 | 67 | 64 | 3   | 31  |
| 10  | Rangers              | 31 | 9  | 10 | 12 | 55 | 58 | -3  | 28  |
| 11  | Universidad de Chile | 31 | 10 | 8  | 13 | 49 | 64 | -15 | 28  |
| 12  | Unión Española       | 31 | 10 | 8  | 13 | 48 | 64 | -16 | 28  |
| 13  | Everton              | 31 | 9  | 5  | 17 | 45 | 59 | -14 | 23  |
| 14  | Iberia               | 31 | 7  | 6  | 18 | 54 | 81 | -27 | 20  |

PJ=Partidos jugados; PG=Partidos ganados; PE=Partidos empatados; PP=Partidos perdidos; GF=Goles a favor; GC=Goles en contra; Dif=Diferencia de gol; Pts=Puntos
|  | Desciende a Segunda División |